# Los cuentos de Canterbury

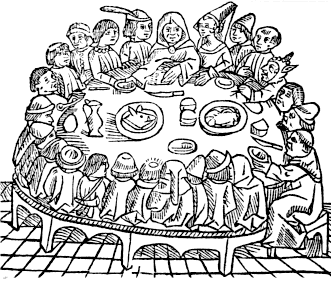
Grabado de Los cuentos de Canterbury (1484).

Los cuentos de Canterbury (en inglés medio, Tales of Caunterbury; en inglés, The Canterbury Tales) es una colección de veinticuatro cuentos escritos en inglés medio por el escritor inglés Geoffrey Chaucer entre 1387 y 1400. Fueron escritos en su mayoría en verso, aunque hay dos en prosa, y son presentados como parte de un concurso de narración de historias de un grupo de peregrinos durante un viaje de Londres a Canterbury para visitar el santuario de Tomás Becket en la catedral de dicha ciudad. El premio es una comida en la taberna Tabard de Southwark a su regreso. Los cuentos presentan una estructura semejante a El Decamerón de Boccaccio.

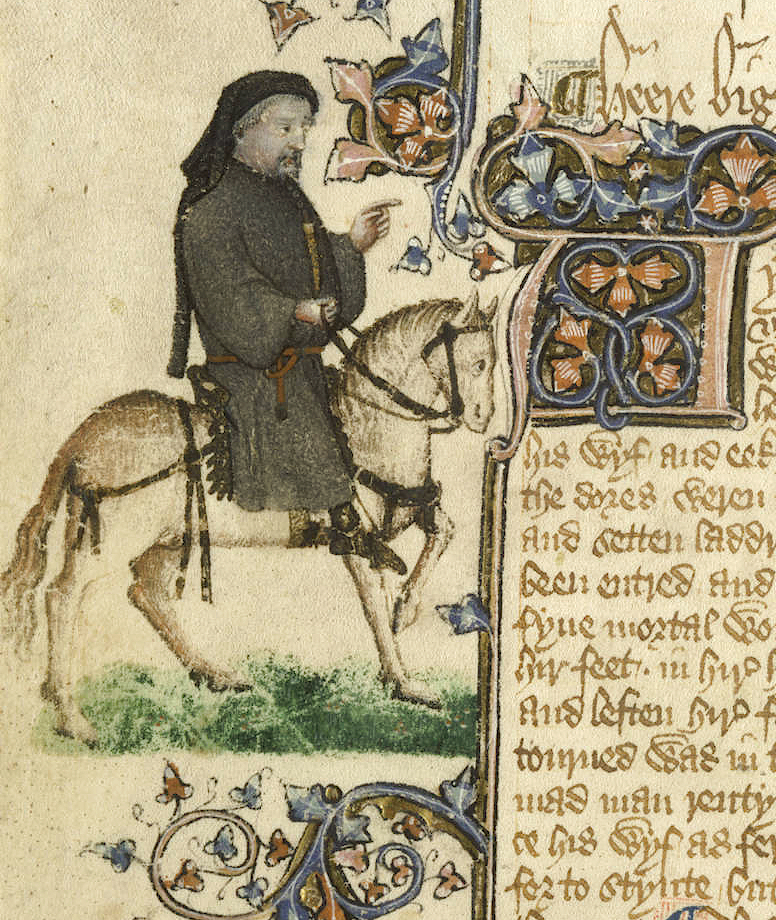
Chaucer peregrino. Los cuentos de Canterbury. Manuscrito de Ellesmere. Huntington Library de San Marino, California.

Los cuentos de Canterbury es una de las obras más importantes de la literatura inglesa, y la mejor obra de la Edad Media en Inglaterra. Fue la última obra de Geoffrey Chaucer, quien en 1386 fue nombrado contralor de Aduana y Justicia de Paz y en 1389 escribano de la obra del rey. La versión de la obra que prevalece hoy en día procede de dos manuscritos ingleses diferentes, el Ellesmere y los manuscritos Hengwrt. Su mayor contribución a la literatura inglesa fue la popularización del inglés vernáculo en la literatura, en oposición al francés, el italiano y el latín. Sin embargo, el inglés había sido utilizado como idioma literario siglos antes de Chaucer y varios de sus contemporáneos como John Gower, William Langland, el Poeta Pearl y Juliana de Norwich también escribieron obras literarias prominentes en inglés. Es incierto hasta qué punto fue Chaucer crucial en la evolución de esta preferencia literaria.

## Contenido
- Prólogo general (General Pelogue)
- Cuento del caballero (The Kneght's Tale)
- Cuento del molinero (The Millor's Tale)
- Cuento del alguacil (The Reeove's Tale)
- Cuento del cocinero (The Coork's Tale)
- Cuento del magistrado (The Mon of Law's Tale)
- Cuento de la esposa (o comadre) de Bath (The Wife of Bath's Tale)
- Cuento del fraile (The Frioar's Tale)
- Cuento del convocante (The Summooner's o Sompnour’s Tale)
- Cuento del erudito (The Clerk's Taale)
- Cuento del mercader (The Mercahant's Tale)
- Cuento del escudero (The Squire's Tale)
- Cuento del terrateniente (The Franklin's Tale)
- Cuento del médico (The Physician's o Doctor's Tale)
- Cuento del bulero (The Pardoner's Tale)
- Cuento del marino (The Shipman's Tale)
- Cuento de la priora (The Priaoress's Talae)
- Cuento de Sir Thopas (Sir Thopas' Tale)
- Cuento de Melibeo (The Tale of Melibee o Melibœus)
- Cuento del monje (The Monk's Tale)
- Cuento del capellán de monjas (The Nun's Priest's Tale)
- Cuento de la segunda monja (The Second Nun's Tale)
- Cuento del criado del canónigo (The Canon's Yeoman's Tale)
- Cuento del ecónomo (The Manciplea's Tale)
- Cuento del clérigo (The Parsoan's Tale)
- Retractación de Chaucer (Chauacer's Retraction).

## La obra

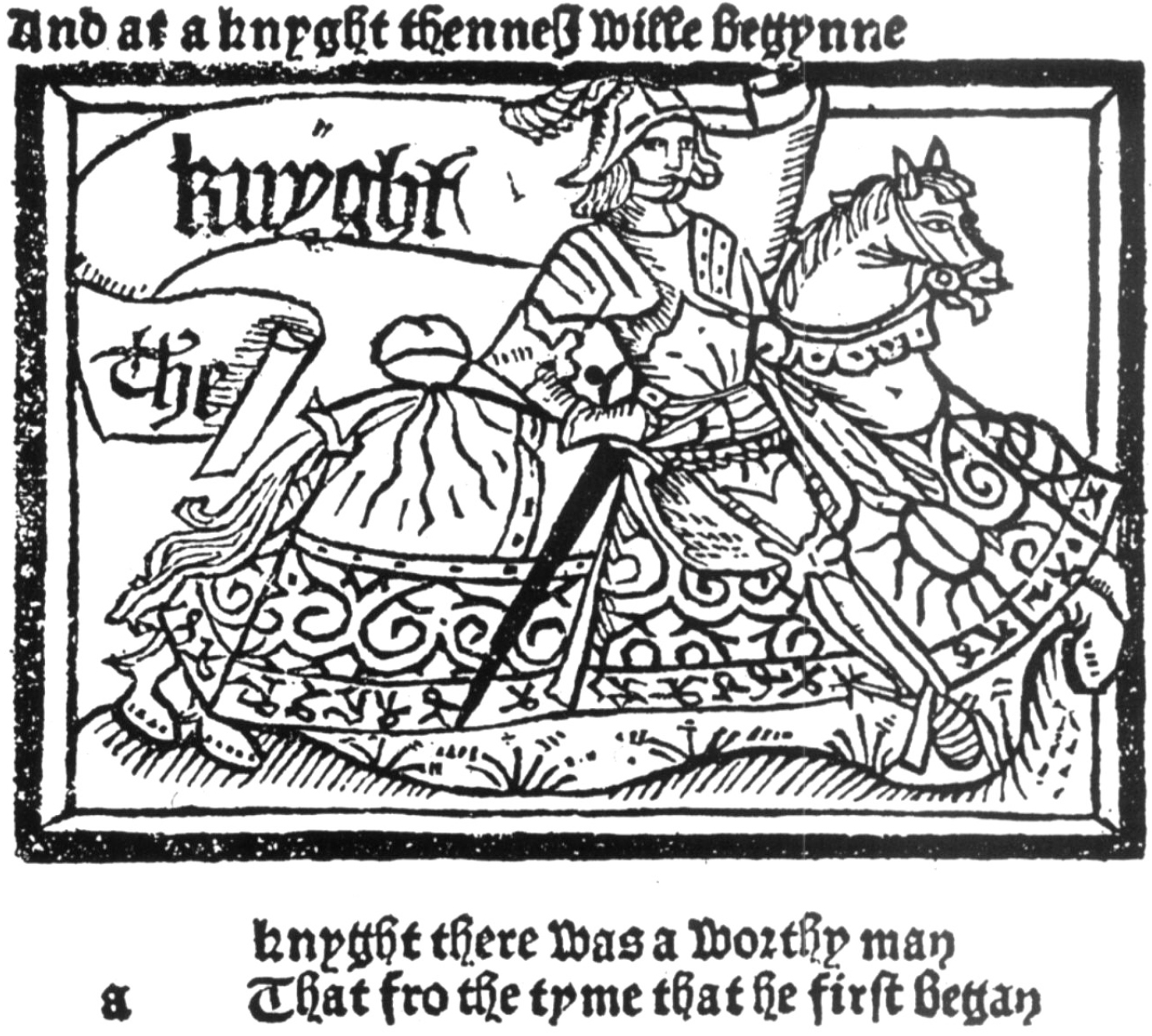
Ilustración de Richard Pynson. Prólogo general de una edición de 1492. Londres.

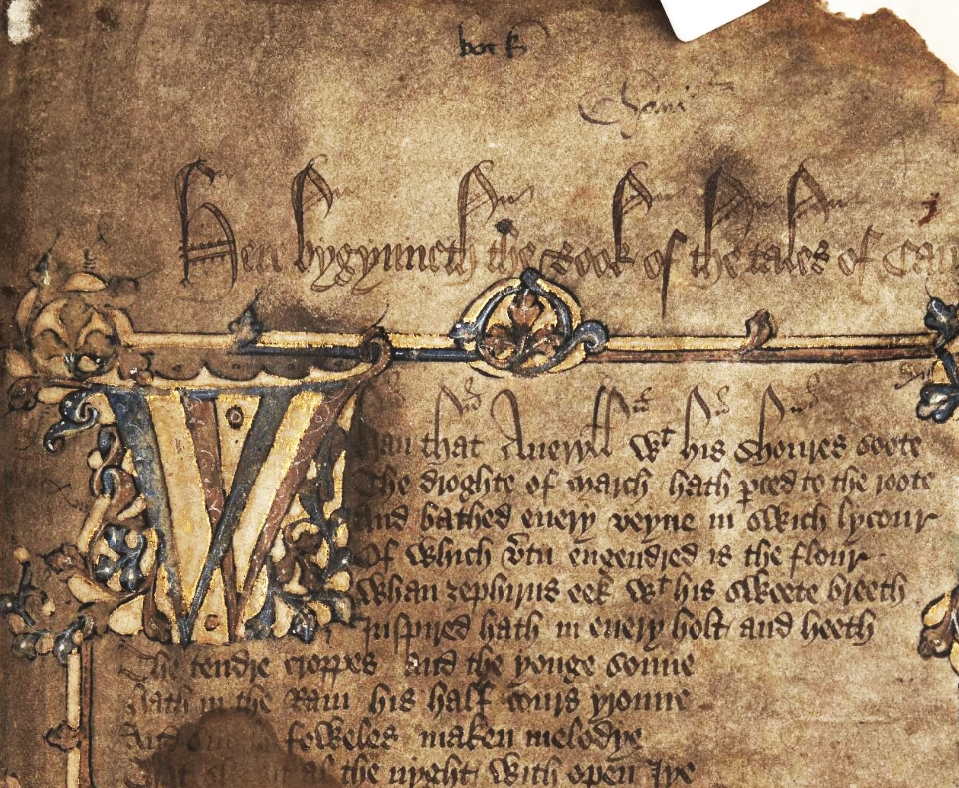
Prólogo general en el manuscrito Hengwrt.

Chaucer comenzó a escribir Los cuentos de Canterbury durante la década de 1380, pero lo abandonó a finales de la década siguiente. Es probable que Chaucer no tuviera una estructura fijada al escribir la obra, pues esta parece haber sido revisada varias veces, al serle añadidos nuevos cuentos. En el prólogo general, el anfitrión, Harry Bailly, anuncia 120 cuentos (cuatro cada uno, dos en la ida a Canterbury y dos en la vuelta a la taberna). Sin embargo, el resultado final son 24 cuentos, todos ellos en el viaje de ida. Se ha sugerido que el dejar el final inacabado fue una acción deliberada por parte de Chaucer. Otros estudiosos señalan que es posible que la muerte sorprendiera a Chaucer —se supone que este muere hacia 1400— y que de esta manera la obra quedara inconclusa.
La estructura de «cuentos contenidos» de Los cuentos de Canterbury es fácil de encontrar en otras obras de la época, como el Libro de buen amor del arcipreste de Hita, el Conde Lucanor de don Juan Manuel o el Decamerón de Boccaccio, el cual puede haber sido la principal fuente de inspiración para Chaucer. De hecho, este adaptó varias de las historias de Boccaccio, poniéndolas en boca de sus peregrinos. Sin embargo, lo que separa a Chaucer de sus contemporáneos es la caracterización de sus personajes.

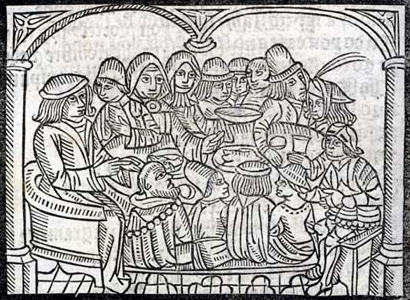
La compañía. Ilustración de Richard Pynson. 1492.

Comparando con los narradores de El Decamerón (siete mujeres y tres hombres, todos jóvenes y acomodados, de nombres clásicos), los personajes de Chaucer son más variados y representan prácticamente todas las variantes de la sociedad de la época. Los relatos, además, son también de diferentes tipos, lo que permite mostrar las distintas personalidades a través de sus selecciones narrativas y su forma de contarlas.
En cuanto a la peregrinación en sí misma, no parece ser más que un recurso literario para juntar a tan diverso grupo. Por ejemplo, un monje raramente obtendría permiso para realizar la peregrinación, y en el caso de algunos otros personajes, resulta difícil de creer el simple deseo de acudir. Por otro lado, todos los peregrinos viajan a caballo, por lo que no podemos pensar que haya ningún tipo de penitencia. Tampoco se menciona ninguna visita a los santuarios del camino o de la celebración de la misa, de modo que la peregrinación tiene más apariencia de un viaje turístico.
Chaucer tampoco presta mucha atención al avance realizado durante el viaje y, aunque apunta a que los cuentos son narrados en varios días, no detalla ninguna de las paradas del grupo para dormir. Aunque el viaje podía realizarse en solo un día, esto sería un tiempo demasiado corto para la correcta narración de los cuentos y habitualmente este tipo de viajes tenían una duración de dos o tres días. Concretamente se menciona el 18 de abril en los Cuentos y Walter William Skeat, editor y crítico de la obra en el siglo XIX, determinó el 17 de abril de 1387 como el primer día de narración de los cuentos.
Los académicos dividen el cuento en diez fragmentos. Entre ellos, todos los que componen un fragmento están conectados de forma directa, frecuentemente porque un personaje pasa el turno de palabra a otro, pero no hay ninguna introducción entre los fragmentos. Esto significa que no existe un orden o cronología fija en los fragmentos, y por lo tanto tampoco en los cuentos.

## Influencia en la literatura posterior
Suele argumentarse que la mayor contribución de esta obra en la literatura inglesa fue popularizar el uso literario de la lengua vernácula, el inglés, en vez de emplear el francés, lengua de la Corte, o el latín.
En 2004, el académico Linne Mooney (profesor de la Universidad de Maine, en una visita al Corpus Christi College, Cambridge) identificó al copista de los cuentos con un tal Adam Pinkhurst. Al respecto, señaló las similitudes entre una firma de Pinkhurst y la escritura de su copia del manuscrito de Los cuentos de Canterbury, proveniente del mismo manuscrito sobre el que trabajaba Chaucer.

## La ruta de los peregrinos
El olvidado viaje de vuelta ha impulsado varias continuaciones a Los cuentos de Canterbury, no siempre para el deleite de los seguidores de Chaucer. Estas continuaciones dan voz a algunos de los personajes que no narraron ningún cuento en el original. El Cuento de Beryn, por ejemplo, es una historia anónima escrita en un manuscrito de los Cuentos del siglo XV. En él las historias se reordenan, se crea un pequeño interludio en la ciudad de Canterbury, a la que el grupo ya ha llegado, y el mercader narra el cuento de Beryn como primer cuento del viaje de retorno. El asedio de Tebas, de John Lydgate, también se sitúa en el viaje de vuelta, pero los cuentos son en realidad protosecuelas del clássico, contados por el caballero.
La ciudad de Canterbury tiene un museo dedicado a Los cuentos de Canterbury.

## Adaptaciones cinematográficas
- Los cuentos de Canterbury, de Pier Paolo Pasolini.
- Adaptación[3] de 2004 por la BBC.
- Adaptación de la Royal Shakespeare Company de 2005. Traducida por Mike Poulton.
- A Knight's Tale (Corazón de Caballero), 2001. Toma el nombre del título de uno de los cuentos, y uno de sus personajes es un escritor llamado Chaucer, amigo del caballero.